# Turbonilla barkleyensis
Turbonilla barkleyensis är en snäckart som beskrevs av Bartsch 1917. Turbonilla barkleyensis ingår i släktet Turbonilla och familjen Pyramidellidae. Inga underarter finns listade i Catalogue of Life.